# Krzywośnity
Krzywośnity – wieś sołecka w Polsce położona w województwie mazowieckim, w powiecie łosickim, w gminie Huszlew.
| SIMC    | Nazwa               | Rodzaj    |
| ------- | ------------------- | --------- |
| 0012598 | Krzywośnity-Kolonia | część wsi |

W latach 1954–1972 wieś należała i była siedzibą władz gromady Krzywośnity. W latach 1975–1998 miejscowość administracyjnie należała do województwa bialskopodlaskiego.
Wierni Kościoła rzymskokatolickiego należą do parafii św. Antoniego Padewskiego w Huszlewie.